# Eric Gravatt
Pour les articles homonymes, voir Gravatt.
Eric Kamau Grávátt  est un batteur de jazz américain né le 6 mars 1947 à Philadelphie. Il fut membre du groupe de jazz fusion Weather Report de 1972 à 1974.

## Carrière musicale
Après avoir multiplié les collaborations dans les années 1970, Eric Gravatt se consacre à l'enseignement des percussions en cours particuliers depuis 1980. En 2002 il crée le label 1619 Music Company qu'il dirige toujours, et continue à se produire occasionnellement avec McCoy Tyner ou au sein de son groupe Source Code.

## Autres activités
Eric Gravatt a travaillé successivement pour le département de la police métropolitaine du district de Columbia, le département du Logement et du Développement urbain des États-Unis, puis comme gardien de prison pour le Minnesota Department of Corrections (en) pendant 21 ans. Il est retraité depuis 2001.

## Discographie sélective
Avec Weather Report :
- 1972 : I Sing the Body Electric, Columbia
- 1972 : Live In Tokyo, Columbia Records
- 1973 : Sweetnighter, Columbia Records

Autres collaborations :
- 1968 : Byard Lancaster (en) : It’s Not Up To Us, Vortex Records (en)
- 1969 : Lloyd McNeill (en) : Asha, Asha Recording Company
- 1970 : Lloyd McNeill : Asha Three, Asha Recording Company
- 1971 : Terry Plumeri (en) : He Who Lives In Many Places, Airborne Records
- 1971 : Natural Life (en) : Unnamed Land, Celebration Recording Company
- 1971 : Terumasa Hino : Love Nature, Canyon / Love Records
- 1973 : Julian Priester : Love, Love, ECM
- 1973 : Andrew White : Live In Bucharest, Andrew’s Music Co. Records
- 1973 : Andrew White : Live At The New Thing In Washington, D.C., Andrew’s Music Co. Records
- 1974 : Eddie Henderson : Inside Out, Capricorn Records
- 1974 : Takehiro Honda : Salaam Salaam, East Wind Records
- 1974 : Masabumi Kikuchi : East Wind, East Wind Records
- 1975 : Joe Henderson : Canyon Lady, Milestone
- 1976 : McCoy Tyner : Focal Point, Milestone
- 1977 : McCoy Tyner : Inner Voices, Milestone
- 2002 : Tony Hymas (en) : Hope Street MN, Nato Music